# Braehead Park
Der Braehead Park (ursprünglich bekannt als Hibernian Park) war ein Fußballstadion im Stadtteil Oatlands der schottischen Stadt Glasgow. Es war von 1889 bis 1890 für ein Jahr die Heimspielstätte des Fußballclubs Glasgow Hibernian und ab 1892 für drei Jahre bis zu der Auflösung des Vereins im Jahr 1894 die des FC Thistle, als die Mannschaft in der Scottish Football League spielte.

## Geschichte
Das Stadion wurde im Jahr 1889 als Hibernian Park eröffnet, nachdem der im selben Jahr gegründete Glasgow Hibernian, der von Dissidenten von Celtic Glasgow gegründet wurde, ein Team für die irische Gemeinde von Glasgow wollte, das ähnlich wie Hibernian Edinburgh geführt werden sollte. In der Gemeinde hatte Celtic bereits eine große Fangemeinde aufgebaut, da die umliegenden Gebiete im Süden und Osten Glasgows eine große irisch-katholische Bevölkerung hatten.
Das Gelände befand sich am südlichen Ufer des Flusses Clyde, östlich von Hutchesontown, und etwa einen Kilometer entfernt vom Barrowfield Park, der Heimat des etablierten FC Clyde, am gegenüberliegenden Ufer. 
Auf der Südseite des Spielfelds wurde eine Tribüne errichtet und um die anderen drei Seiten Böschungen. Rekordbesuch waren 4000 Zuschauer bei einer Niederlage im Glasgow Cup gegen den FC Queen’s Park im September 1889. Im Oktober 1890 wurde Glasgow Hibernian wegen ausstehender Schulden aufgelöst. 
Zwei Jahre später übernahm der FC Thistle, der aus dem Stadtteil Dalmarnock stammte, den Hibernian Park und benannte ihn in Braehead Park um. 1893 trat der Verein der Scottish Football League bei und wurde Gründungsmitglied der Division Two. Das erste SFL-Spiel wurde am 19. August 1893 im Braehead Park ausgetragen, wobei Thistle gegen Hibernian Edinburgh mit 1:2 verlor. Zum Zeitpunkt des Besuchs von Partick Thistle am 21. Oktober 1893 soll sich das Gelände in einem desolaten Zustand befunden haben. Die wahrscheinliche Rekordbesucherzahl für den Verein waren 2000, bei einem Glasgow-Cup-Spiel gegen Celtic am 28. Oktober 1893, wobei Thistle 0:7 verlor. Thistle trat am Ende ihrer ersten Saison aus der SFL aus und das letzte Ligaspiel wurde am 24. März 1894 vor Ort ausgetragen, wobei der besuchende FC Motherwell mit 8:1 gewann. Im selben Jahr wurde der Verein aufgelöst.
1898 wurde das Gelände von der Glasgow Corporation erworben und wurde Teil des öffentlichen Richmond Parks. Im frühen 21. Jahrhundert wurden teilweise Wohnungen auf dem Gelände gebaut.